# Troy Brown Jr.

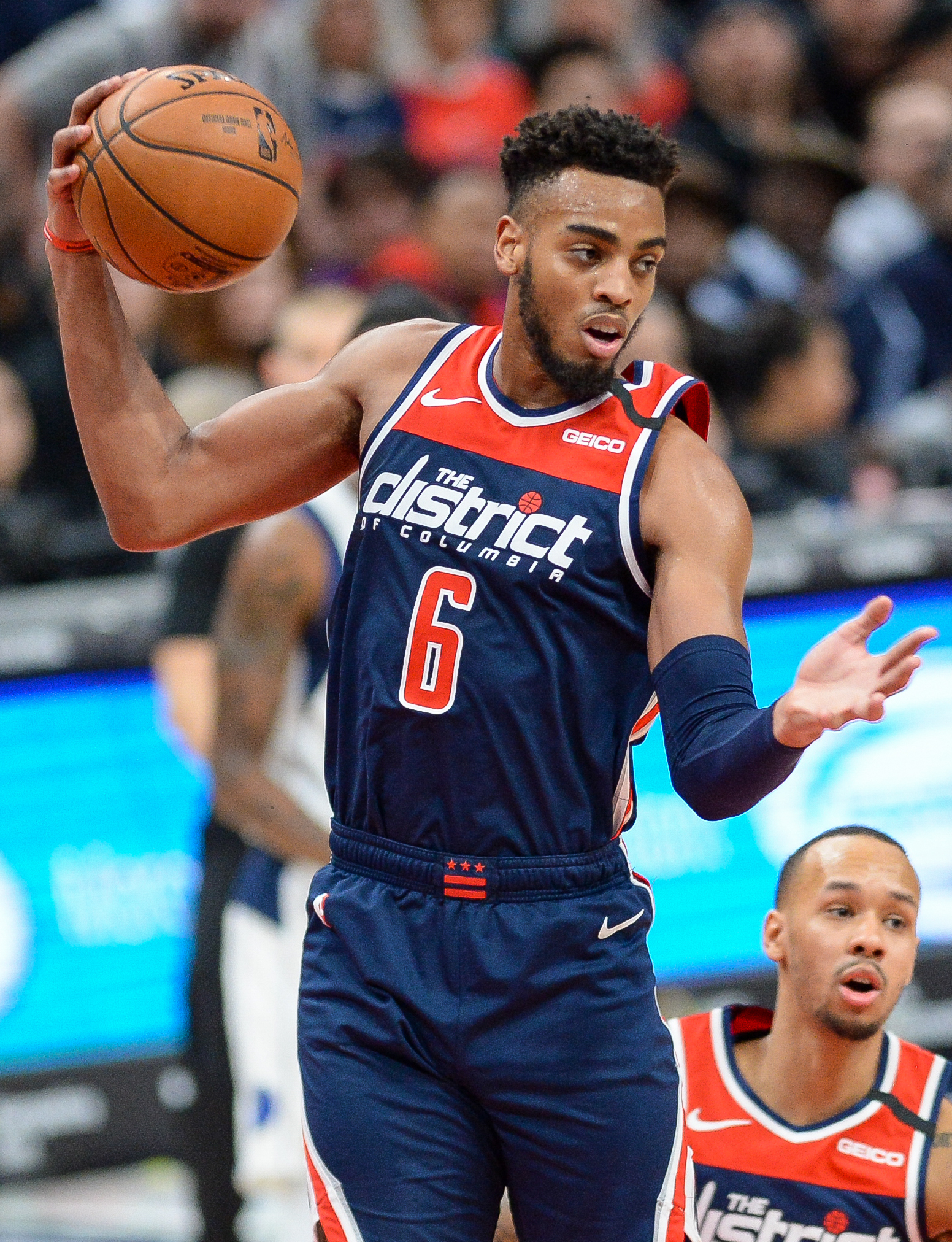
Troy Brown Jr., 2020.

Troy Randall Brown Jr., född 28 juli 1999 i Las Vegas i Nevada, är en amerikansk professionell basketspelare (SF/SG) som spelar för Detroit Pistons i National Basketball Association (NBA). Han har tidiare spelat för Washington Wizards, Chicago Bulls, Los Angeles Lakers och Minnesota Timberwolves.
Brown draftades av Washington Wizards i första rundan i 2018 års draft som 15:e spelare totalt.
Innan han blev proffs studerade Brown vid University of Oregon och spelade för deras idrottsförening Oregon Ducks.